# Liste der Wappen im Saale-Orla-Kreis
Diese Liste zeigt die Wappen der Städte und Gemeinden sowie Wappen von ehemals selbstständigen Städten und Gemeinden und aufgelösten Landkreisen im Saale-Orla-Kreis in Thüringen.

Wappen des Saale-Orla-Kreises[1]
Der Saale-Orla-Kreis in Thüringen
Der Saale-Orla-Kreis in Deutschland

## Wappen der Städte und Gemeinden
Folgende Gemeinden führen kein Wappen:
| - Gertewitz - Göschitz - Grobengereuth | - Lausnitz bei Neustadt an der Orla - Saalburg-Ebersdorf |

- Stadt
Bad Lobenstein[2]
- Gemeinde
Bodelwitz[3]
- Gemeinde
Dittersdorf
- Gemeinde
Döbritz[4]
- Gemeinde
Dreitzsch[5]
- Gemeinde
Eßbach[6]
- Stadt
Gefell[7]
- Gemeinde
Geroda[8]
- Gemeinde
Görkwitz
- Gemeinde
Gössitz[9]
- Stadt
Hirschberg[10]
- Gemeinde
Keila
- Gemeinde
Kirschkau
- Gemeinde
Kospoda[11]
- Gemeinde
Krölpa[12]
- Gemeinde
Langenorla[13]
- Gemeinde
Lemnitz
- Gemeinde
Löhma
- Gemeinde
Miesitz[14]
- Gemeinde
Mittelpöllnitz[15]
- Gemeinde
Moßbach[16]
- Gemeinde
Moxa
- Gemeinde
Neundorf (bei Schleiz)
- Stadt
Neustadt an der Orla[17]
- Gemeinde
Nimritz
- Gemeinde
Oberoppurg
- Gemeinde
Oettersdorf
- Gemeinde
Oppurg
- Gemeinde
Paska
- Gemeinde
Peuschen[18]
- Gemeinde
Pillingsdorf[19]
- Gemeinde
Plothen
- Gemeinde
Pörmitz
- Stadt
Pößneck[20]
- Gemeinde
Quaschwitz
- Stadt
Ranis[21]
- Gemeinde
Remptendorf
- Gemeinde
Rosendorf[22]
- Gemeinde
Rosenthal am Rennsteig
- Kreisstadt
Schleiz[23]
- Gemeinde
Schmieritz[24]
- Gemeinde
Schmorda
- Gemeinde
Schöndorf
- Gemeinde
Seisla
- Gemeinde
Solkwitz
- Stadt
Tanna[25]
- Gemeinde
Tegau
- Gemeinde
Tömmelsdorf[26]
- Stadt
Triptis[27]
- Gemeinde
Volkmannsdorf
- Gemeinde
Weira[28]
- Gemeinde
Wernburg[29]
- Gemeinde
Wilhelmsdorf
- Stadt
Wurzbach[30]
- Stadt
Ziegenrück[31]

## Wappen ehemaliger Städte und Gemeinden

Stadt Bad Lobenstein
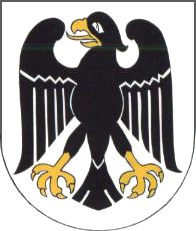
Gemeinde Rosenthal am Rennsteig
Ortsteil Birkenhügel
Gemeinde Rosenthal am Rennsteig
Ortsteil Blankenberg
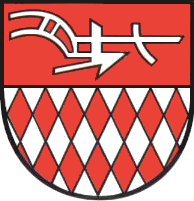
Gemeinde Rosenthal am Rennsteig
Ortsteil Blankenstein

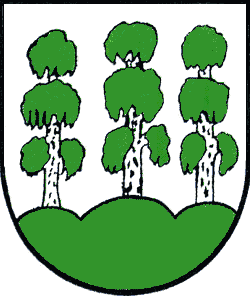
Gemeinde Rosenthal am Rennsteig Ortsteil Birkenhügel
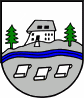
Gemeinde Rosenthal am Rennsteig Ortsteil Blankenberg
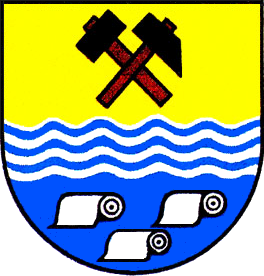
Gemeinde Rosenthal am Rennsteig Ortsteil Blankenstein
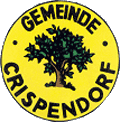
Stadt Schleiz Ortsteil Crispendorf
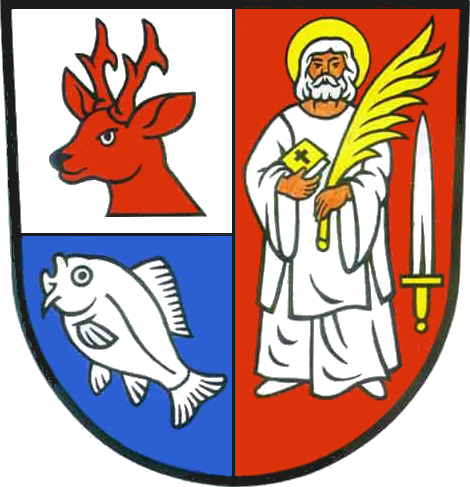
Stadt Neustadt an der Orla Ortsteil Dreba
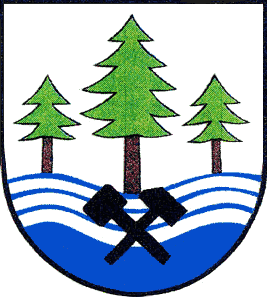
Gemeinde Rosenthal am Rennsteig Ortsteil Harra
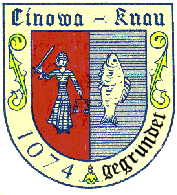
Stadt Neustadt an der Orla Ortsteil Knau
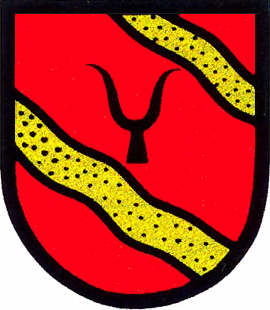
Gemeinde Rosenthal am Rennsteig Ortsteil Neundorf (bei Lobenstein)
Gemeinde Rosenthal am Rennsteig Ortsteil Pottiga
Gemeinde Krölpa Ortsteil Rockendorf
Gemeinde Remptendorf Ortsteil Thierbach
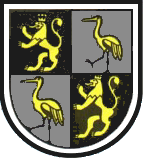
Stadt Saalburg-Ebersdorf Stadtteil Ebersdorf
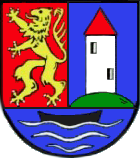
Stadt Saalburg-Ebersdorf Stadtteil Saalburg
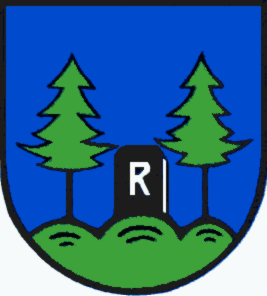
Gemeinde Rosenthal am Rennsteig Ortsteil Schlegel
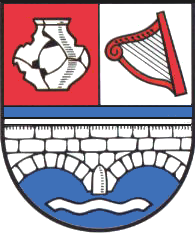
Gemeinde Rosenthal am Rennsteig
Ortsteil Harra
- Stadt Neustadt an der Orla
Ortsteil Knau
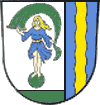
Gemeinde Rosenthal am Rennsteig
Ortsteil Neundorf (bei Lobenstein)
- Gemeinde Rosenthal am Rennsteig
Ortsteil Pottiga
- Gemeinde Krölpa
Ortsteil Rockendorf[33]
- Gemeinde Remptendorf
Ortsteil Thierbach[34]
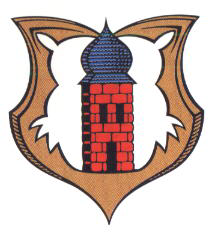
Stadt Saalburg-Ebersdorf Stadtteil Ebersdorf
- Stadt Saalburg-Ebersdorf
Stadtteil Saalburg[36]
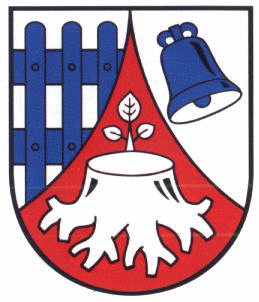
Gemeinde Rosenthal am Rennsteig
Gemeinde Görkwitz
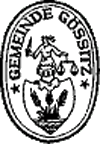
Gemeinde Gössitz
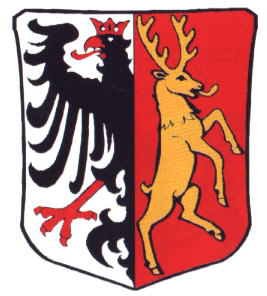
Stadt Hirschberg
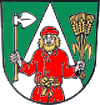
Gemeinde Keila
Gemeinde Kirschkau
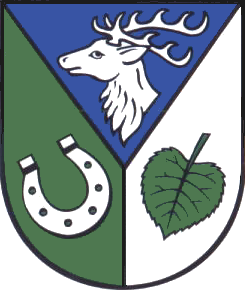
Gemeinde Kospoda
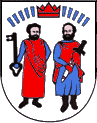
Gemeinde Krölpa
Gemeinde Langenorla
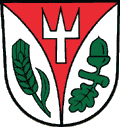
Gemeinde Lemnitz
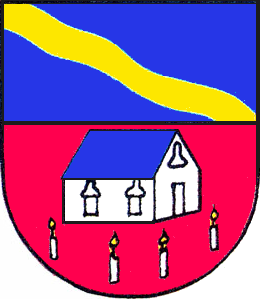
Gemeinde Löhma
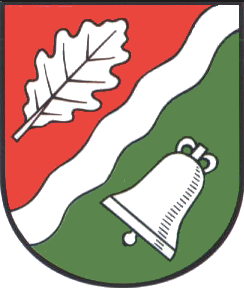
Gemeinde Miesitz
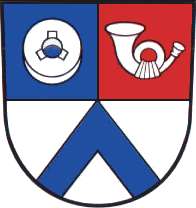
Gemeinde Mittelpöllnitz
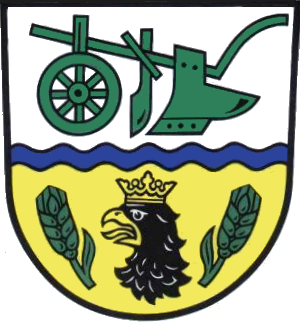
Gemeinde Moßbach
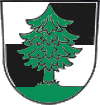
Gemeinde Moxa
Gemeinde Neundorf (bei Schleiz)
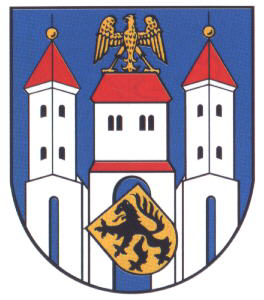
Stadt Neustadt an der Orla
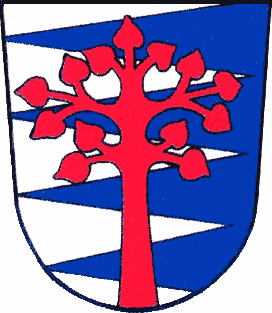
Gemeinde Nimritz
Gemeinde Oberoppurg
Gemeinde Oettersdorf
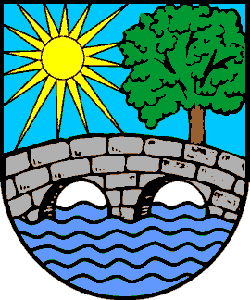
Gemeinde Oppurg
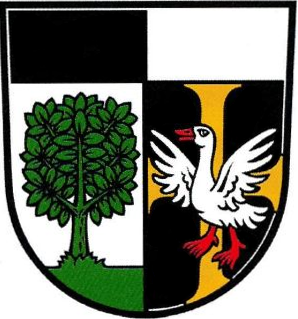
Gemeinde Paska
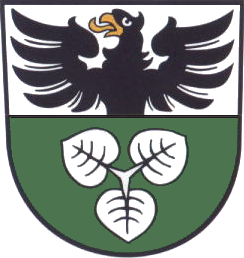
Gemeinde Peuschen
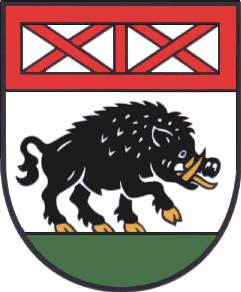
Gemeinde Pillingsdorf
Gemeinde Plothen
Gemeinde Pörmitz
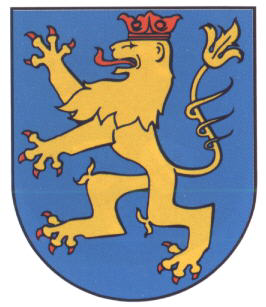
Stadt Pößneck
Gemeinde Quaschwitz
Stadt Ranis
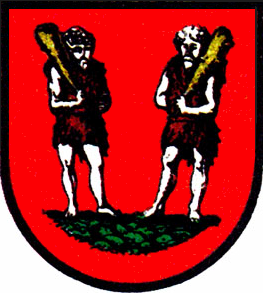
Gemeinde Remptendorf
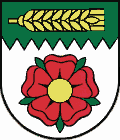
Gemeinde Rosendorf
Gemeinde Rosenthal am Rennsteig
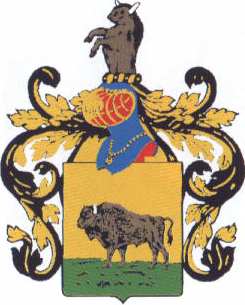
Kreisstadt Schleiz
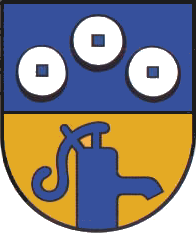
Gemeinde Schmieritz
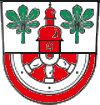
Gemeinde Schmorda
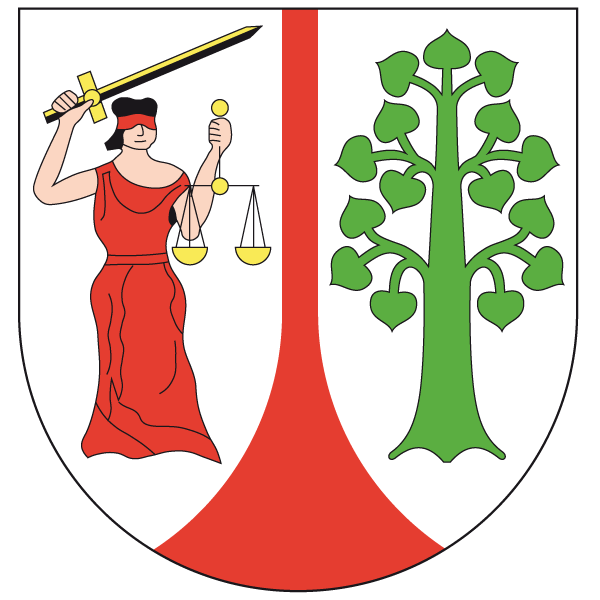
Gemeinde Schöndorf
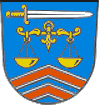
Gemeinde Seisla
Gemeinde Solkwitz
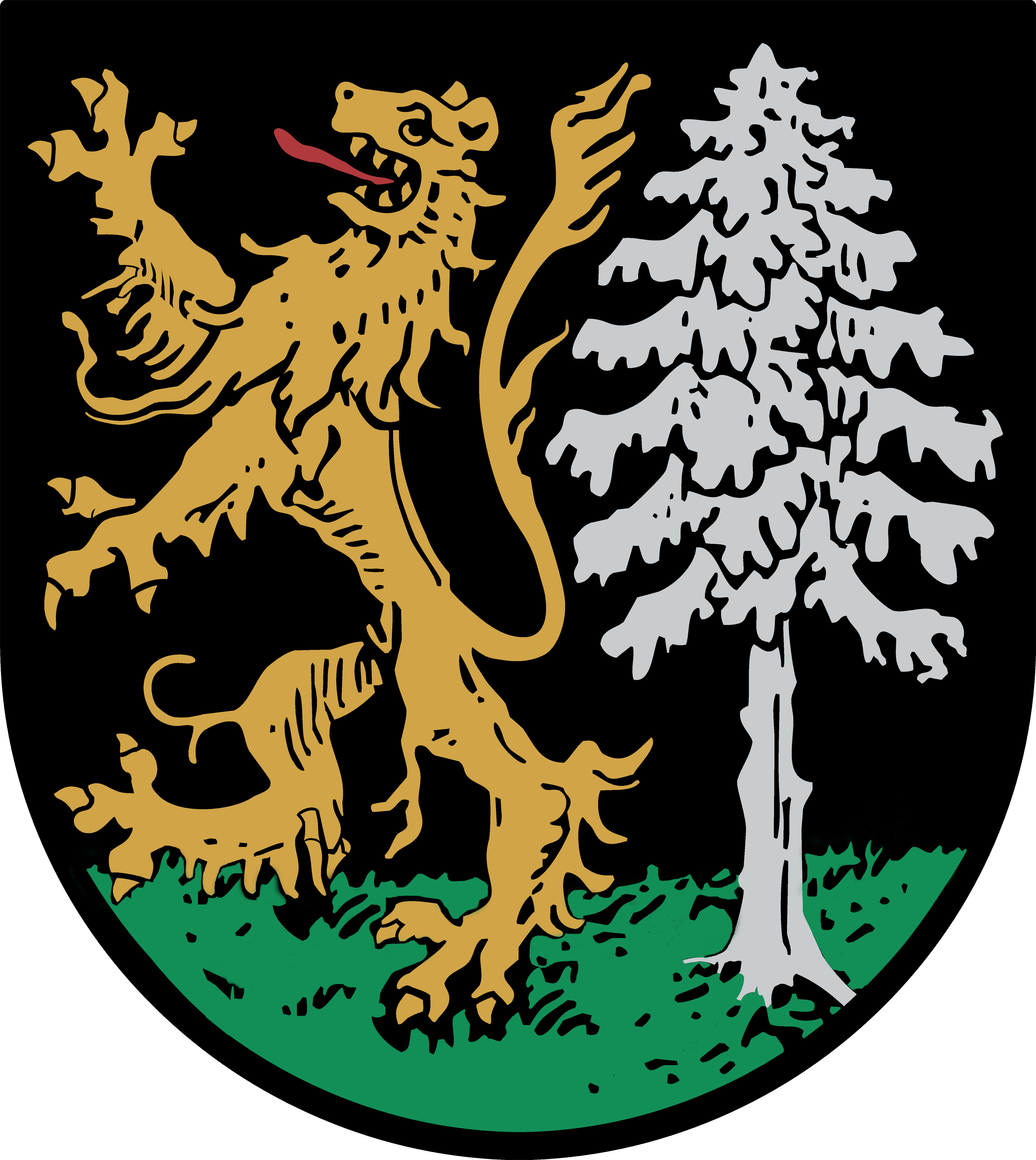
Stadt Tanna
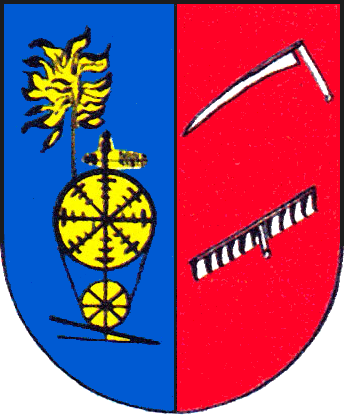
Gemeinde Tegau
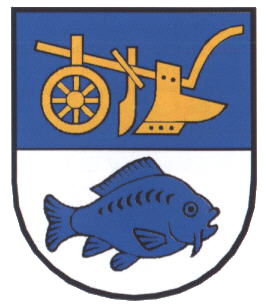
Gemeinde Tömmelsdorf
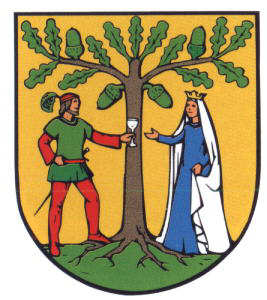
Stadt Triptis
Gemeinde Volkmannsdorf
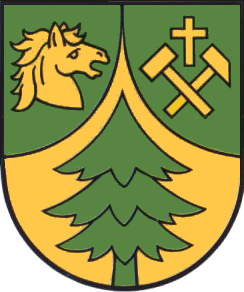
Gemeinde Weira
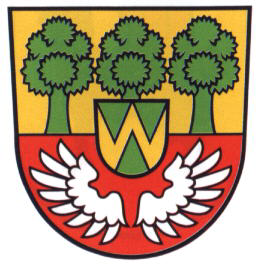
Gemeinde Wernburg
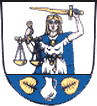
Gemeinde Wilhelmsdorf
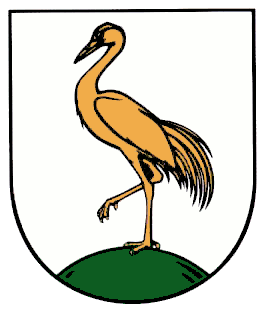
Stadt Wurzbach
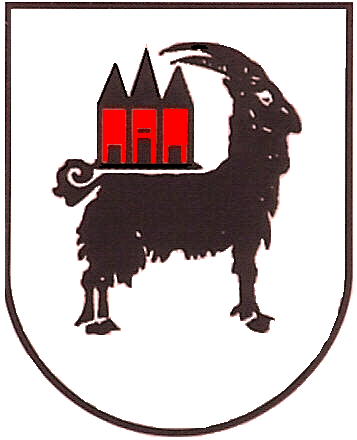
Stadt Ziegenrück
Ortsteil Schlegel

## Blasonierungen
1. ↑  Landkreiswappen: „Über rotem Schildfuß mit zwei silbernen Wellenleisten gespalten von Schwarz und Gold; vorn ein linksgewendeter, rot bewehrter, gezungter und gekrönter goldener Löwe; hinten ein rot bewehrter und gezungter schwarzer Löwe.“
2. ↑  Bad Lobenstein „In Rot schwebend der silbern-schwarz gespaltene Rumpf einer Bracke.“
3. ↑  Bodelwitz: „In Silber ein goldbewehrter schwarzer Adler.“
4. ↑  Döbritz: „Geteilt; oben in Rot ein silberner Pflug, unten von Silber und Rot senkrecht gerautet.“
5. ↑  Dreitzsch: „Halb gespalten und geteilt von Rot, Silber und Blau; oben vorn ein aus Scherben zusammengesetztes silbernes Gefäß, hinten eine nach rechts geneigte rote Harfe, unten eine aus zwei Bogen bestehende silberne Steinbrücke, darunter ein schwebender silberner Wellenbalken.“
6. ↑  Eßbach „In Silber mit linker blauer Flanke, darin ein goldener Wellenpfahl; über einem grünen Schildfuß auf einer grünen Kugel stehend eine Frau im blauen Kleid mit goldenem Gürtel, mit der rechten Hand ein grünes Segel über den Kopf schwingend, das sie mit der linken Hand ergreift.“ (Hauptsatzung § 3 (Memento des Originals vom 4. März 2016 im Internet Archive)  Info: Der Archivlink wurde automatisch eingesetzt und noch nicht geprüft. Bitte prüfe Original- und Archivlink gemäß Anleitung und entferne dann diesen Hinweis.; PDF; 24 kB)"
7. ↑  Gefell: „In Silber ein viereckiger roter Turm mit blauem Kuppeldach.“
8. ↑  Geroda: „In Silber mit eingebogener roter Spitze, die mit einem silbernen Baumstumpf mit austreibendem Zweig belegt ist, vorn ein blaues Zaunfeld mit drei Pfählen und zwei Balken; hinten eine blaue, schrägrechts schwingende Glocke.“
9. ↑  Gössitz „In Rot wachsend auf einem grünen Dreiberg drei goldene Getreidehalme mit Ähre. Darüber ein Stechhelm, der mit einer wachsenden, rechts das Schwert und links die Waage haltenden Justitia besetzt ist.“ (Hauptsatzung § 2 Abs.1 (Memento des Originals vom 27. September 2007 im Internet Archive)  Info: Der Archivlink wurde automatisch eingesetzt und noch nicht geprüft. Bitte prüfe Original- und Archivlink gemäß Anleitung und entferne dann diesen Hinweis.; PDF; 24 kB)
10. ↑  Hirschberg: „Gespalten von Silber und Rot; vorn am Spalt ein halber schwarzer Adler mit roter Krone und roter Bewehrung, hinten ein aufgerichteter linksgewendeter goldener Hirsch mit goldener Zunge.“
11. ↑  Kospoda: „Im Deichselschnitt geteilt; oben in Blau ein silberner Hirschkopf, unten vorn in Grün ein silbernes Hufeisen, unten hinten in Silber ein grünes Lindenblatt.“
12. ↑  Krölpa „In Silber der Heilige Petrus in rotem Gewand mit blauen Ärmeln und Handschuhen sowie schwarzen Stiefeln, in der Rechten einen schwarzen Schlüssel aufrecht haltend und der Heilige Paulus in blauem Gewand mit rotem Mantelüberwurf und roten Handschuhen sowie schwarzen Stiefeln, mit den Händen ein silbernes, rot gebändertes Schwert mit schwarzem Griff schräglinks haltend, über den Heiligen schwebend eine rote fünfzackige Krone, beseitet von je fünf blauen Schindeln.“ (Hauptsatzung § 2)
13. ↑  Langenorla: „Gespalten und hinten geteilt; vorn in Silber am Spalt ein halber rot bewehrter schwarzer Adler mit goldenem Wolfskopf, hinten oben von Rot und Silber durch drei Spitzen gespalten, hinten unten in Blau ein schräglinker goldener Wellenbalken.“
14. ↑  Miesitz: „Durch einen silbernen Schräglinkswellenbalken geteilt von Rot und Grün, oben ein schräglinks liegendes silbernes Eichenblatt, unten eine schräglinks ligende silberne Glocke.“
15. ↑  Mittelpöllnitz: „Halbgespalten und geteilt; oben rechts in Blau ein silberner Mühlstein, oben links in Rot ein silbernes Posthorn, unten in Silber ein blauer Sparren.“
16. ↑  Moßbach „Geteilt durch einen blauen Wellenfaden von Silber über Gold; oben ein grüner Pflug und unten ein schwarzer, gold gekrönter und bewehrter Adlerkopf, beseitet von je einer grünen Ähre.“ (mossbach.de)
17. ↑  Neustadt an der Orla „In Blau drei silberne Türme, der niedrige und starke Mittelturm breitbedacht, die übereck stehenden Seitentürme spitzbedacht; auf dem Mittelturm ein goldener Adler; vor dem Tor ein gelehnter goldener Schild, darin ein schwarzer Löwe.“
18. ↑  Peuschen: „Geteilt von Silber und Grün; oben wachsend ein schwarzer, golden bewehrter Adler, unten drei im Dreipass gestellte silberne Lindenblätter.“
19. ↑  Pillingsdorf: „In Silber mit einem rotbordierten Schildhaupt, das durch einen roten Pfahl gespalten und mit zwei roten Andreaskreuzen belegt ist, auf einem grünen Schildfuß ein schwarzer, linksschreitender Eber mit goldener Bewehrung.“
20. ↑  Pößneck „In Blau ein rotgekrönter goldener Löwe mit roter Zunge und Bewehrung.“
21. ↑  Ranis: „In Gold ein aufgerichteter schwarzer Löwe mit roter Zunge und Bewehrung.“
22. ↑  Rosendorf: „Unter grünem gezahntem Schildhaupt, worin eine goldene linksgerichtete Ähre, in Silber eine rote Rose mit goldenem Butzen und grünen Kelchblättern.“
23. ↑  Schleiz: „In Gold auf grünem Rasen ein natürlicher Wisent; im Vollwappen befindet sich über dem Schild ein blauer Spangenhelm mit rotem Futter, goldenen Spangen und goldenem Kleinod, die Helmzier besteht aus einem halben, nach rechts aufsteigenden, naturfarbenen Wisent, der schwarz-goldenen Helmwulst entspringen schwarz-goldene Blattranken.“
24. ↑  Schmieritz: „Geteilt von Blau und Gold; oben drei (1:2) silberne Mühlsteine, unten eine blaue Schwengelpumpe.“
25. ↑  Tanna: „In Schwarz auf grünem Rasen vorn ein goldener Löwe, hinten eine grüne Tanne.“
26. ↑  Tömmelsdorf: „Geteilt von Blau und Silber; oben ein goldener Pflug, unten ein linksblickender blauer Karpfen.“
27. ↑  Triptis: „In Gold auf grünem Rasen eine Eiche mit grünen Blättern und Früchten, unter dieser ein Edelmann, der einer Dame mit Schleier und Krone einen Pokal reicht.“
28. ↑  Weira: „In Grün mit eingebogener goldener Spitze; vorn ein linksgewendeter goldener Pferdekopf, hinten goldene gekreuzte Eisen und Schlägel, darüber ein goldenes Hochkreuz schwebend, in der Spitze eine grüne Fichte.“
29. ↑  Wernburg: „Geteilt von Gold über Rot; belegt mit einem goldenen Herzschild, der zwischen zwei gestürzten grünen Keilen einen steigenden grünen Keil zeigt, oben drei grüne Laubbäume, unten zwei silberne Flügel.“
30. ↑  Wurzbach: „In Silber auf grünem Berg ein schreitender goldener Kranich.“
31. ↑  Ziegenrück: „In Silber eine linksgewendete schwarze Ziege, über deren Rücken schwebend ein dreitürmiges rotes Gebäude mit erhöhtem Mittelturm.“
32. ↑  Crispendorf „Rund, in der Mitte ein Weidenbaum (grüne Blätter, brauner Stamm) mit der Kennzeichnung Gemeinde Crispendorf.“ (Hauptsatzung § 3 (Memento des Originals vom 27. September 2007 im Internet Archive)  Info: Der Archivlink wurde automatisch eingesetzt und noch nicht geprüft. Bitte prüfe Original- und Archivlink gemäß Anleitung und entferne dann diesen Hinweis.; PDF; 21 kB)
33. ↑  Rockendorf: „Geteilt; oben in Silber ein schwarzer Adlerkopf mit silbernem Schnabel, unten schwarz-golden geschacht.“
34. ↑  Thierbach: „Über blauem Wellenschildfuß in Blau drei symbolisch dargestellte grüne Berge, belegt mit einer Hirschkuh in natürlichen Farben.“
35. ↑  Ebersdorf: „Geviert von Schwarz und Silber; 1 und 4: ein aufgerichteter golden gekrönter goldener Löwe mit ausgeschlagener roter Zunge; 2 und 3: ein goldener schreitender Kranich.“ (/index.php?option=com_content&task=view&id=93&Itemid=187&limit=1&limitstart=2 www.thueringer-naturbrief.de)
36. ↑  Saalburg: „Halbgespalten und geteilt; in den überhöhten oberen Feldern vorn in Rot ein goldener Löwe, hinten in Blau auf grünem Berg ein spitzbedachter silberner Rundturm, unten in Blau auf silbernen Wellen ein schwarzer Kahn.“